# 巴罗维尔
巴罗维尔（法語：Baroville，法語發音：[baʁɔvil]）是法国奥布省的一个市镇，属于奥布河畔巴尔区。

## 地理
巴罗维尔（48°11'32"N, 4°43'16"E）面积17.32 平方千米，位于法国大東部大區奥布省，该省份为法国中北部省份，北起马恩省，西接塞纳-马恩省，西南至约讷省，东南至科多尔省，东临上马恩省。
与巴罗维尔接壤的市镇（或旧市镇、城区）包括：阿尔孔维尔、巴耶勒、库维尼翁、方丹、于尔维尔、维尔苏拉费泰。

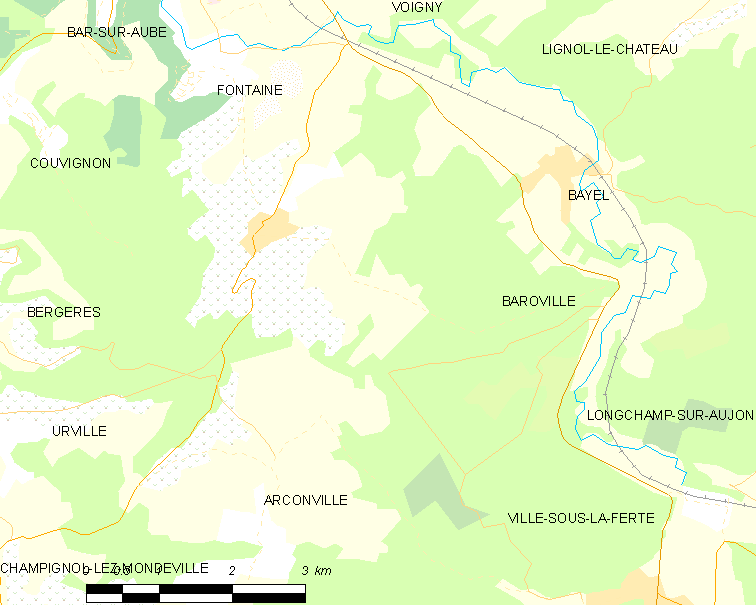
巴罗维尔的OSM定位图

巴罗维尔的时区为UTC+01:00、UTC+02:00（夏令时）。

## 行政
巴罗维尔的邮政编码为10200，INSEE市镇编码为10032。

## 政治
巴罗维尔所属的省级选区为奥布河畔巴尔县。

## 人口

1962-2008年间巴罗维尔人口变化图示

巴罗维尔于2022年1月1日时的人口数量为268人。